# Serdar Berdimuhamedow
Serdar Gurbanguliyevich Berdimuhamedow (en ruso: Сердар Курбанкулиевич Бердымухамедов, romanizado: Serdar Kurbankuliyévich Berdimujamédov; pronunciado en turcomano, [θɛɾdɑɾ ɢʊɾbɑnʁʊˈlɯjɛβɪtʃ bɛɾdɯmʊxɑmɛˈdoβ]; Asjabad, RSS de Turkmenistán, Unión Soviética,  22 de septiembre de 1981) es un político turcomano, que desde marzo de 2022 ocupa la presidencia de Turkmenistán. Previamente sirvió como vicepresidente del consejo de ministros en el mandato del expresidente de Turkmenistán, Gurbanguly Berdimuhamedow, su padre.

## Educación y carrera temprana
Serdar Berdimuhamedow estudió en la Escuela Secundaria No. 43 en Asjabad de 1987 a 1997. Entre 1997 y 2001 estudió en la Universidad Agrícola de Turkmenistán, donde se graduó como ingeniero-tecnólogo.
De julio a noviembre de 2001 trabajó en la Dirección de Relaciones Económicas Exteriores de la Asociación de Procesadores de Alimentos, seguido de dos años de servicio militar obligatorio. De 2003 a 2008 volvió a trabajar en la Asociación de Procesadores de Alimentos en el departamento de frutas y verduras y en el departamento de cervezas y vinos sin alcohol.
Entre 2008 y 2011, Berdimuhamedow estudió en la Academia Diplomática del Ministerio de Relaciones Exteriores de Rusia y obtuvo un diploma en relaciones internacionales. Durante este período fue asignado a la Embajada de Turkmenistán en Moscú como consejero de embajada. De 2011 a 2013 estudió en el Centro de Política de Seguridad de Ginebra, donde obtuvo un posgrado en asuntos de seguridad europeos e internacionales. Al mismo tiempo, fue asignado a la Misión de Turkmenistán ante las Naciones Unidas en Ginebra como consejero de la embajada.
De agosto a diciembre de 2013 se desempeñó como jefe del Departamento Europeo del Ministerio de Relaciones Exteriores de Turkmenistán. De 2013 a 2016 fue subdirector de la Agencia Estatal para la Gestión y Aprovechamiento de los Recursos Hidrocarburíferos. De 2016 a 2017 fue presidente del Departamento de Información Internacional del Ministerio de Relaciones Exteriores de Turkmenistán.
El 18 de agosto de 2014, Serdar Berdimuhamedow defendió una disertación en la Academia de Ciencias de Turkmenistán para obtener el grado de candidato de ciencias. En julio de 2015 obtuvo el doctorado en ciencias técnicas.
A menudo, los medios estatales de Turkmenistán lo describían como “el hijo de la nación”.

## Carrera política
En noviembre de 2016, Berdimuhamedow ganó un escaño en el Mejlis en representación del distrito parlamentario 25 centrado en Dushak, una ciudad en la provincia de Ahal. En marzo de 2018, fue reelegido para la Asamblea de Turkmenistán con más del 90 % de los votos emitidos en su distrito. Presidió el comité de legislación y normas a partir de marzo de 2017.
Serdar Berdimuhamedow saltó a la fama política tras su nombramiento como Viceministro de Relaciones Exteriores en marzo de 2018. En enero de 2019, Berdimuhamedow fue trasladado al cargo de vicegobernador de la provincia de Ahal, la región natal de la mayor parte de la élite turcomana. En junio de 2019, Berdimuhamedow fue elevado a gobernador (häkim) de la provincia de Ahal. En febrero de 2020, Berdimuhamedow fue nombrado ministro de Industria y Materiales de Construcción de Turkmenistán.
El 11 de febrero de 2021, Berdimuhamedow fue ascendido a vicepresidente del Consejo de Ministros para la innovación y la digitalización, un nuevo cargo. Fue nombrado simultáneamente miembro del Consejo de Seguridad del Estado y presidente de la Cámara de Control Supremo de Turkmenistán. El 9 de julio de 2021, Berdimuhamedow fue relevado de sus cargos en el Consejo de Seguridad del Estado y la Cámara Suprema de Control, y como vicepresidente se le asignó la cartera de economía y finanzas con responsabilidad específica en "cuestiones económicas y bancarias y organizaciones financieras internacionales".
Es presidente de la Turkmen Alabay Dog Association, y presidente de la International Ahal Teke Horse Breeding Association.
En febrero de 2022 se confirmó que Berdimuhamedow se postulaba para elecciones presidenciales anticipadas el 12 de marzo, lo que alimentó la especulación de que sería el sucesor de su padre como presidente de Turkmenistán.

### Servicio militar
Berdimuhamedow cumplió dos años de servicio militar obligatorio de 2001 a 2003. El 27 de octubre de 2017, Berdimuhamedow fue ascendido de mayor a teniente coronel. Su ceremonia de ascenso fue transmitida por la televisión nacional. Se desconoce su rama de servicio, pero el 7 de marzo de 2021 apareció en la televisión nacional en uniforme con el parche en el hombro de las Fuerzas Armadas de Turkmenistán. El mismo video lo mostraba usando hombreras que indicaban el rango de coronel, y el decreto que le otorgaba el título honorífico de "Defensor de la Patria Turkmenistán" se refería a él como coronel.

## Vida personal
Serdar Berdimuhamedow está casado y tiene cuatro hijos. Un compañero de clase en la Academia Diplomática Rusa lo describió como ecuánime y sin pretensiones. Según los informes, los instructores y otros compañeros de clase lo describieron como "modesto, receptivo, educado y tranquilo".